# خطوط جيت بلو الجوية الرحلة 292
خطوط جيت بلو الجوية الرحلة 292 هي رحلة طيران من طراز إيرباص إيه 320 هبطت اضطراريًا بنجاح في لوس أنجلوس أثناء رحلتها من بربانك (كاليفورنيا) إلي مدينة نيويورك وبسبب عطل في معدات الطائرة هبطت اضطرارايًا بسلام في لوس أنجلوس ولكن القلق الأكبر كان احتراق العجلات الأمامية وكانت حرائق الطائرات أمر نادر ولكنه حدث سابقًا ففي 22 أغسطس 1985 احترقت طائرة بوينغ 737 التابعة لطيران بيتورس الرحلة 28 المتجهة من مانشستر إلي جزيرة كورفو بسبب عطل ميكانيكي في المحرك رقم 1 وفي 2 سبتمبر 1998 تحطمت سويسرا للطيران الرحلة 111 المتجهة من نيويورك إلي جنيف بعد حريق في قمرة القيادة أثناء تحليقها فوق مقاطعة نوفا سكوشا , كندا
خطأ لوا في وحدة:Navbar على السطر 58: عنوان غير صحيح حوادث ووقائع الطيران في {{{عام}}}.